# Моленбек (футбольный клуб)
«РВД Моленбек» — не существующий в настоящее время бельгийский футбольный клуб из города Моленбек-Сен-Жан. Был основан в 1973 году, путём слияния клубов «Роял Расинг Вайт» (основан в 1963 году путём объединения клубов K.F.C. Rhodienne-De Hoek и «Расинг» Брюссель) и «Даринг». «Моленбек» был одним из лидеров бельгийского футбола в 1970-х годах, но начиная с 1984 года у клуба начались финансовые проблемы, приведшие к его банкротству и расформированию в 2002 году.
В 2003 году путём слияния клубов «Моленбек» и «Стромбик» был основан футбольный клуб «Брюссель», который стал представлять Моленбек-Сен-Жан. Существовал по 2014 год.
В 2015 году клуб был возрождён под названием «РВДМ47» как продолжатель традиций «Моленбека», с сезона 2020/21 принимал участие во втором по силе дивизионе Бельгии, в 2023 году вышел в высший дивизион.
Академия «РВД Моленбек» считалась одной из лучших в Бельгии. Воспитанником клуба является Аднан Янузай.

## Достижения
- Чемпион Бельгии: (1) 1974/75
- Финалист Кубка Бельгии (1) : 1968/69

## Выступления в еврокубках
| Сезон   | Турнир                      | Раунд | Страна                     | Клуб            | Счёт                |
| ------- | --------------------------- | ----- | -------------------------- | --------------- | ------------------- |
| 1972/73 | Кубок УЕФА                  | 1R    | Флаг Португалии            | Фабрил          | 0-1, 0-2            |
| 1973/74 | Кубок УЕФА                  | 1R    | Флаг Испании (1945—1977)   | Эспаньол        | 3-0, 1-2            |
|         |                             | 2R    | Флаг Португалии            | Витория Сетубал | 0-1, 2-1            |
| 1974/75 | Кубок УЕФА                  | 1R    | Флаг Шотландии             | Данди           | 1-0, 4-2            |
|         |                             | 2R    | Флаг Нидерландов           | Твенте          | 1-2, 0-1            |
| 1975/76 | Кубок европейских чемпионов | 1R    | Флаг Норвегии              | Викинг          | 3-2, 1-0            |
|         |                             | 2R    | Флаг Югославии (1945—1991) | Хайдук          | 0-4, 2-3            |
| 1976/77 | Кубок УЕФА                  | 1R    | Флаг Дании                 | Нествед         | 3-0, 4-0            |
|         |                             | 2R    | Флаг Польши                | Висла Краков    | 1-1, 1-1 (пен. 5-4) |
|         |                             | 1/8   | Флаг Германии              | Шальке 04       | 1-0, 1-1            |
|         |                             | 1/4   | Флаг Нидерландов           | Фейеноорд       | 0-0, 2-1            |
|         |                             | 1/2   | Флаг Испании (1977—1981)   | Атлетик Бильбао | 1-1, 0-0            |
| 1977/78 | Кубок УЕФА                  | 1R    | Флаг Шотландии             | Абердин         | 0-0, 2-1            |
|         |                             | 2R    | Флаг ГДР                   | Карл Цейсс      | 1-1, 1-1            |
| 1980/81 | Кубок УЕФА                  | 1R    | Флаг Италии                | Торино          | 1-2, 2-2            |
| 1996/97 | Кубок УЕФА                  | 1R    | Флаг Турции                | Бешикташ        | 0-0, 0-3            |

- 1R — первый раунд,
- 2R — второй раунд,
- 1/8 — 1/8 финала,
- 1/4 — четвертьфинал,
- 1/2 — полуфинал.